# Alban Mikoczy
 (juin 2012).
Alban Mikoczy (prononcé [mikɔzi]), né en 1968 à Nice, est un journaliste français.

## Biographie
Alban Mikoczy est diplômé de l'École des hautes études en sciences de l'information et de la communication (Celsa) en 1988. Il commence sa carrière à Nice-Matin et à France 3 avant de partir pour France 2 en 1990 en tant que correspondant dans le sud de la France. Il rejoint le service « politique » en 1998 puis le service « société » entre 2002 et 2006, en qualité de chef de service. Il est nommé rédacteur en chef adjoint du Journal de 20 heures de France 2 de 2006 à août 2010,. À partir de 2000 et jusqu'en 2008, il est présentateur des journaux de Télématin.
En 2007, il préside une association de journalistes niçois à Paris, intitulée « la brise de Nice ». L'organisme regroupe une soixantaine de professionnels de différents médias, dont notamment, Denise Fabre et Céline Bosquet.
En 2008, il obtient un master en management des médias en formation continue à Sciences-Po.
Alban Mikoczy est aussi intervenant à l'université de Nice, à la faculté des lettres (section Arts, Communication, Langages), à l'École de journalisme de Cannes, et dans des centres de formation au journalisme. Représentant la France, il participe aux expositions universelles de 1998 et 2000.
Du 25 août 2010 au 1er septembre 2015, il dirige le bureau de France 2 à Moscou comme correspondant en Russie et dans les pays voisins. Il est ensuite responsable du service international de France 2 à Paris.
En 2013, il participe en tant que spécialiste de la Russie aux commentaires des Championnats du monde d'athlétisme 2013 sur France Télévisions. Expérience renouvelée en 2014 aux Jeux olympiques d'hiver de Sotchi.
Du 1er septembre 2018 au 6 janvier 2023, il est correspondant de France 2 et France 3 à Rome. À ce titre, il multiplie les reportages en Italie mais aussi dans les pays voisins (Croatie, Slovénie, Malte). Sa couverture de la crise sanitaire du Covid-19 est saluée par la profession comme un exemple d'information précise et sobre.
En 2019, il est le parrain de la licence professionnelle de l'école de journalisme de Cannes.
En 2023 il rejoint le service international de France Télévisions ; il intervient régulièrement sur France Info, Canal 27 et sur la radio France-Info dans le cadre de l'émission Les informés. En octobre 2024, il coprésente l'émission quotidienne de France Info TV sur les élections américaines "L'heure américaine" dont il est aussi producteur et rédacteur en chef.
Il est père de deux filles.[réf. nécessaire].

## Prise de position
En avril 2005, en tant que représentant du SNJ et délégué du personnel à France 2, il s'exprime au sujet du choix des animateurs Jean-Luc Delarue et Marc-Olivier Fogiel pour une émission d'information et de débat consacrée au référendum sur la constitution européenne avec le président Jacques Chirac. Il déclare alors estimer que ce choix prouve que l'objectif de cette soirée n'est pas de réaliser une émission d'information mais « une émission de propagande et d'apologie du "oui" », « un choix risible qui discrédite ceux qui l'ont fait ».